# Marcia Brown
Marcia Joan Brown (Rochester, 13 de julio de 1918-Laguna Hills, 28 de abril de 2015) fue una escritora e ilustradora estadounidense de más de 30 libros infantiles. Ganó tres medallas Caldecott anuales de la Asociación de Bibliotecas de Estados Unidos (ALA) y seis medallas Caldecott como ilustradora, y la medalla Laura Ingalls Wilder de la ALA en 1992 por su contribución profesional a la literatura infantil. Muchos de sus títulos han sido publicados traducidos, incluidas ediciones en afrikáans, alemán, japonés, español y xhosa-bantú. Es una de las ilustradoras más reconocidas de la literatura infantil.

## Biografía
Nació el 13 de julio de 1918 en Rochester, Nueva York. Se matriculó en el New York State College for Teachers, predecesor de la Universidad de Albany. Enseñó en Cornwall High School en la ciudad deNueva York. Dejó la docencia para trabajar en la Sala Central de Niños de la Biblioteca Pública de Nueva York. Su primer libro fue The Little Carousel, un libro ilustrado de 32 páginas que ella misma escribió e ilustró, publicado por Scribner's en 1946.
Brown vivió con su compañera Janet Loranger, quien también era su editora. Murió el 28 de abril de 2015 en Laguna Hills, California.

## Obras
Algunas de sus obras:
- Sopa de piedra: un viejo cuento, 1947
- Henry Pescador, 1949
- Dick Whittington y su gato, 1950
- El cocinero del capitán John, 1951
- El gato con botas, 1952
- El soldado de plomo inquebrantable, 1953
- Cenicienta o el zapatito de cristal, 1954
- Una vez un ratón, 1961
- Sombra, 1982

## Premios y reconocimientos
- Por su contribución como ilustradora infantil, fue nominada en EE. UU. tanto en 1966 como en 1976 para el premio bienal internacional Hans Christian Andersen, el mayor reconocimiento internacional disponible para los creadores de libros infantiles.[6]
- Recibió la Medalla Regina de 1977 de la Asociación de Bibliotecas Católicas por su «contribución continua y distinguida a la literatura infantil sin tener en cuenta la naturaleza de la contribución».
- Recibió la Medalla Laura Ingalls Wilder de 1992 de la Asociación de Bibliotecas de Estados Unidos (ALA) por «contribuciones sustanciales y duraderas a la literatura infantil».[6]
- De 1955 a 1983, ganó tres Medallas Caldecott, el premio anual de la Asociación de Bibliotecas de Estados Unidos al ilustrador del «libro infantil ilustrado estadounidense más distinguido» del año (solo David Wiesner también ganó tres),[6] y quedó finalista en otras tres ocasiones.[7]
- Sus libros fueron nombrados Libros de Honor seis veces desde 1947 hasta 1954, y muestran sellos de plata en lugar de oro.[2]